# Dialekt leoński
Dialekt leoński – dialekt z romańskiej grupy języków indoeuropejskich. Rozwinął się z łaciny ludowej, która nałożyła się na języki Iberii przedrzymskiej. Używany jest w hiszpańskich prowincjach León i Zamora, a także w dystrykcie Bragança wchodzącym w skład Portugalii. 
Odmiana ta, w przeciwieństwie do asturyjskiego w Hiszpanii i języka mirandyjskiego w Portugalii nie została oficjalnie uznana za odrębny język. Również UNESCO uznaje jako osobny jedynie język asturleoński (traktowany jako tożsamy z mirandyjskim), wpisując go w 2009 roku na listę języków zdecydowanie zagrożonych.